# Каленик (Ловецька область)
Ка́леник (болг. Каленик) — село в Ловецькій області Болгарії. Входить до складу общини Угирчин.

## Населення
За даними перепису населення 2011 року у селі проживали 168 осіб.
Національний склад населення села:
| Національність   | Кількість осіб | Відсоток |
| ---------------- | -------------- | -------- |
| болгари          | 76             | 67,3%    |
| турки            | 26             | 23,0%    |
| Всього відповіли | 113            |          |

Розподіл населення за віком у 2011 році:
Динаміка населення: